# سیارک ۱۰۱۳۸
سیارک ۱۰۱۳۸ (به انگلیسی: 10138 Ohtanihiroshi، نامگذاری:1993SS1) ده هزار و صد و سی و هشتمین سیارک کشف شده‌است که در ۱۶ سپتامبر ۱۹۹۳ کشف شد.
قدر مطلق سیارک برابر ۲۱٫۴ است.